# Vorkuta
Vorkuta (russisk: Воркута - fra nenets-sproget med betydningen "mange bjørne," "bjørnehjørnet") er en by i det nordlige Rusland, beliggende i Republikken Komi, lige nord for polarcirklen. Vinteren varer omkring 8 måneder; anslået frostfri periode er 70 dage årligt. 
Om sommeren hænger skyer af myg på størrelse med tommelfingernegle over sumpene. 
Byen har et indbyggertal på ca. 52.000 (pr. 2022).
Vorkuta blev grundlagt i 1932 som en tvangsarbejdslejr i Stalins Gulag-system. Vorkutlag  lå i Ruslands næststørste kulområde, og de indsatte arbejdede i kulminerne. Der var på det meste ikke mindre end 132 underlejre i Vorkutas Gulag-system. Fra 1939 sad polske fanger her, indtil Sovjetunionen sluttede sig til de allierede efter Tysklands angreb i 1941. Derefter kom der tyske krigsfanger til Vorkuta. 
I juli 1953 gik de indsatte, der var tvunget til at arbejde i kulminerne, til en gå-sagte-aktion som protest mod de frygtelige forhold. Efter to uger blev strejken brutalt slået ned 1. august 1953, da lejrkommandanten Derevjanko beordrede hæren til at åbne ild mod de strejkende, hvoraf mindst 53 blev dræbt.  En af de dræbte var Janis Mendriks, født i Letland i januar 1907. I 1942 under den tyske besættelse var Mendriks katolsk præst, men nægtede at forrette ved begravelsen af en tysk politimand, Mendriks kendte som en forhærdet trosfornægter. Mendriks måtte gå i dækning resten af krigen; og i 1950 var det sovjetmyndighederne, der dømte ham til fængsel i ti år. Som minearbejder i Vorkuta bistod han sine medfanger som præst. 
Under den kolde krig var en række amerikanere fanger her, deriblandt Homer Cox (bortført fra Berlin),  menig William Marchuk (ligeledes bortført fra Berlin), og John Noble (arresteret i Dresden), samt mange uidentificerede. Homer Cox blev bortført i september 1949 og sendt tilbage til Berlin først 29. december 1953 sammen med sin medfange Leland Towers. Cox døde allerede i september 1954 af lungebetændelse hjemme i Oklahoma. 
Vorkutas tvangsarbejdslejre lukkede i 1962, men mange af de tidligere fanger blev boende i den nærliggende by Vorkuta, der var oprettet i 1936.  Af de 40.000 pensionister i dagens Vorkuta beregnes omkring 32.000 at være tidligere Gulag-fanger, eller deres efterslægt. 
Vorkutas kulminer tilhører milliardæren Alexej Mordashov;  hans selskab Severstal er Ruslands største stålfabrikant. Minerne skaffer brændstoffet til stålfabrikken, hvis produktion blev halveret i slutningen af 2008. Efterfølgende er Vorkutaugol (Vorkuta-kul) gået til nedsættelse af lønninger og opsigelser af ansatte. Murmansk, Norilsk og Vorkuta, verdens tre største arktiske byer - alle i Rusland - har tabt i nærheden af halvdelen af indbyggerne siden 1989, dog færrest i Norilsk. 